# Jeníkovice u Hradce Králové

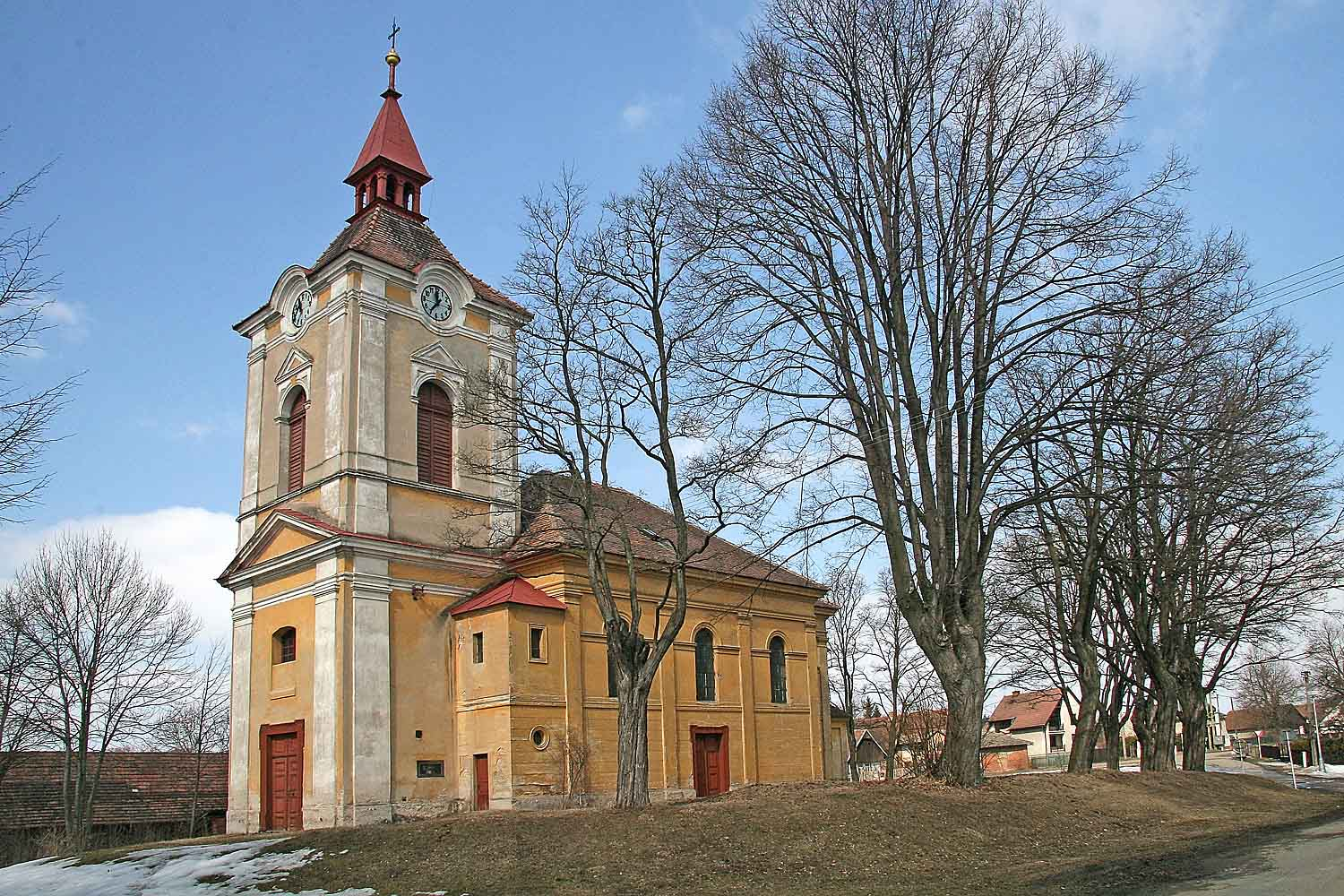
Kirche St. Peter und Paul

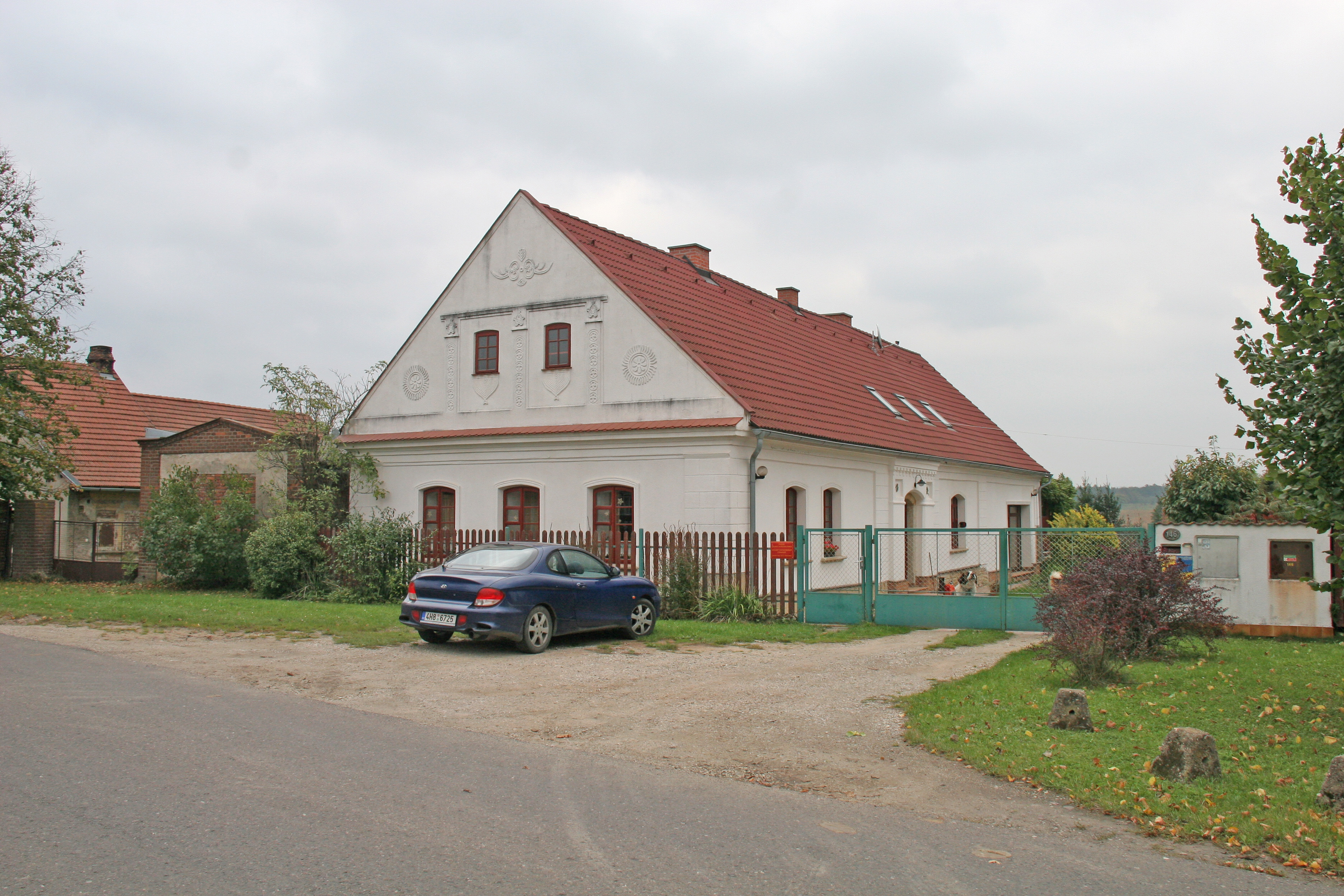
Haus Nr. 146

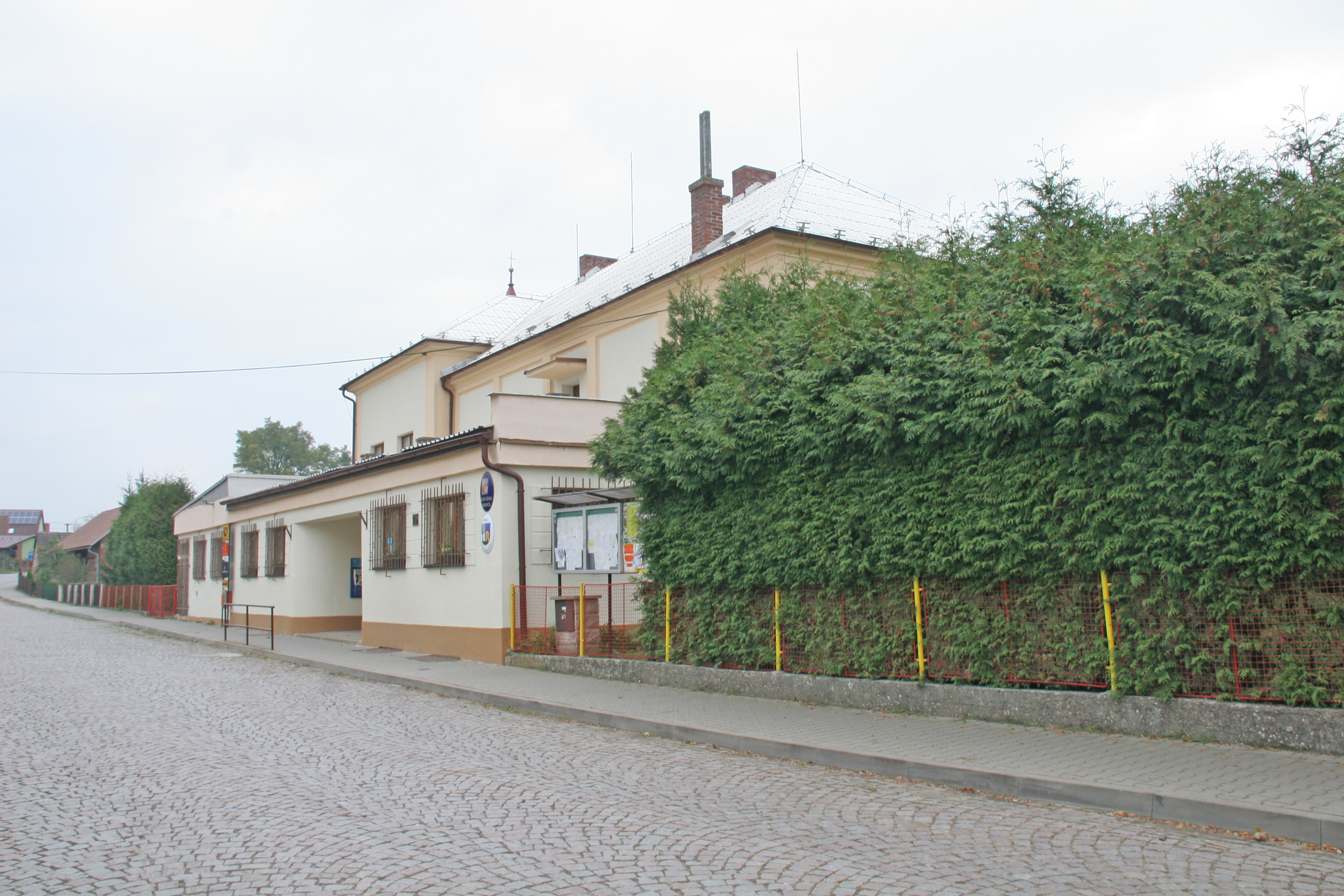
Gemeindeamt

Jeníkovice (deutsch Jenikowitz, auch Jenkowitz) ist eine Gemeinde in Tschechien. Sie liegt zwölf Kilometer östlich des Stadtzentrums von Hradec Králové und gehört zum Okres Hradec Králové.

## Geographie
Jeníkovice befindet sich rechtsseitig über dem Tal des Baches Pavlovský potok auf der Černilovská tabule (Czernilower Tafel). Nördlich erheben sich die Lohová (311 m n.m.) und die Vackovská (317 m n.m.), südlich die Kalvárie (266 m n.m.), westlich der Turek (309 m n.m.) sowie nordwestlich der Staropanský kopec (292 m n.m.) und der Velký kopec (306 m n.m.). Im Osten liegt der Teich Pavlovský rybník.
Nachbarorte sind Libníkovice und Jílovice im Norden, Vysoký Újezd und Klášter nad Dědinou im Nordosten, Ledce im Osten, Polánky nad Dědinou im Südosten, Bědovice und Třebechovice pod Orebem im Süden, Nepasice und Blešno im Südwesten, Svinárky, Koš, Slatina und Divec im Westen sowie Librantice und Borovice im Nordwesten.

## Geschichte
Die erste schriftliche Erwähnung des Dorfes erfolgte 1385 anlässlich der Weihe der Kirche St. Nikolaus. Jeníkovice war zu dieser Zeit bereits in zwei Anteile geteilt. Ein Teil des Dorfes gehörte zur Herrschaft Třebechovice, der Anteil mit dem Meierhof zur Feste Ledce.
Den Třebechovicer Anteil vermachte Přibík Kroměšín von Březovice 1450 seiner Tochter Johanka. Die Witwe Nikolaus d. A. Trčka von Lípa verkaufte 1496 die Herrschaft Třebechovice mit Jeníkovice und elf weiteren Dörfern an Nikolaus d. J. Trčka von Lípa, der sie mit seiner Herrschaft Opočno vereinigte. Die Stadt Třebechovice erwarb 1562 einen Hof in Jeníkovice. 1589 bestand der Opočner Anteil aus 24 Anwesen mit einer Fläche von 20 Lahn, 19 Ruten und einem Viertel. 1599 brach die Pest aus.
Besitzer des Ledetzer Anteils waren seit dem 15. Jahrhundert die Vladiken Šárovec von Šárov. Petr Šárovec von Šárov ließ in der ersten Hälfte des 16. Jahrhunderts die neue Feste Srub bei Ledetz errichten. 1547 teilten dessen drei Söhne das Gut, wobei Jan Šárovec den Hof Jeníkovice erhielt und neben diesem eine neue Feste erbaute. Jan Václav von Šárov auf Srub, der 1618 am Ständeaufstand beteiligt war, verkaufte nach der Schlacht am Weißen Berg seine Güter an Jan Rudolf Trčka von Lípa und kam damit seiner gerichtlichen Verurteilung zum Besitzverlust im Jahre 1623 zuvor. Damit gehörten beide Anteile zu Opočno, die Feste Jeníkovice erlosch.
1628 beteiligte sich ein Großteil der Bewohner am Bauernaufstand in der Herrschaft Opočno. Nach dem Tode von Jan Rudolf Trčka von Lípa wurde die Herrschaft Opočno durch König Ferdinand II. konfisziert und 1635 an die Brüder Hieronymus und Rudolf von Colloredo-Waldsee verpfändet. Später folgten die Grafen Colloredo-Mannsfeld, die die Herrschaft bis zur Mitte des 19. Jahrhunderts besaßen.
Die Seelenliste von 1651 weist für Jeníkovice 28 Häuser mit 137 Personen, darunter lediglich zwei Katholiken aus. Im Ort gab es 10 Bauern, 3 Gärtner und 11 Inwohner. Bis Ende 1652 erhielt sich die Zahl der Katholiken auf 68. In der berní rula von 1654 sind neun Bauern, 13 Chalupner und sechs Gärtner aufgeführt. Bei Pestausbrüchen starben zwischen 1680 und 1682 in Jeníkovice insgesamt 114 Einwohner. 1732 ließ die Herrschaft einen neuen Meierhof errichten. Am 16. September desselben Jahres wurden sieben Bauern aus Jeníkovice im Namen der sich insgeheim treffenden Nichtkatholiken mit dem Gesuch zur freien Religionsausübung bei Rudolf von Colloredo auf Schloss Opočno vorstellig und baten um Durchführung ihrer Gottesdienste in der Kirche von Vysoký Újezd. Colloredo verstand dies als gefährlichen Aufruhr und beorderte Soldaten des Regiments von Königsegg und eine Dragonerkompanie aus Königgrätz zusammen mit dem Jesuitenpater Fiom in die Dörfer um Třebechovice. Innerhalb von drei Tagen wurden 171 Protestanten, darunter 13 aus Jeníkovice, verhaftet. Im Jahre 1740 predigte Exulant Jan Liberda in den Wäldern bei Jeníkovice. In den folgenden Jahren reiste Liberda, der inzwischen von König Friedrich II. zum Inspektor der böhmischen Kirchengemeinden in Schlesien ernannt worden war, mehrfach inkognito als Medicus Johann Frey in die Gegend und bereitete zusammen mit den preußischen Generälen in Königgrätz die organisierte Emigration der böhmischen Nichtkatholiken nach Schlesien vor. 1742 wanderten fünf Familien aus Jeníkovice nach Münsterberg aus.
1741 begann auf Veranlassung von Rudolph Joseph von Colloredo der Bau einer neuen Kirche in Jeníkovice. Im Theresianischen Kataster von 1748 sind für Jeníkovice 10 Bauern sowie 23 alte und 10 neue Chalupner aufgeführt. Horní Černilov wurde 1769 von Jeníkovice nach Černilov umgepfarrt. Im Folgejahr sagten sich 37 Einwohner von Jeníkovice vom katholischen Glauben los. Das Dorf bestand 1773 aus 66 Häusern, 1785 waren es bereits 71. 1782 lebten in Jeníkovice 352 Menschen in 66 Familien. Bei einem Großfeuer wurden 1781 fünf Häuser und Scheunen zerstört, 1785 brannten drei Bauernhöfe und zwei Chaluppen ab. Im Jahre 1808 gehörten 108 der Einwohner zur Evangelischen Kirche H.B. Auf den Fluren des der Stadt Hohenbruck gehörigen Hofes waren inzwischen die Siedlung Cihelna und eine Ziegelei entstanden.
Jeníkovice bestand 1826 aus 100 Häusern mit 559 Einwohnern, darunter 106 Protestanten H.B. Der Opočner Anteil mit 505 Einwohnern umfasste 90 Häuser, darunter der Meierhof, die Schäferei und ein Jägerhaus. In den zehn Häusern von Cihelna lebten 54 Personen. Im Jahre 1836 bestand das im Königgrätzer Kreis gelegene Dorf Jenkowitz auch Jenikowitz aus insgesamt 89 Häusern, in denen 540 Personen, darunter 106 Protestanten, lebten. Im obrigkeitlichen Anteil befanden sich die der Pfarrei Hohenbruck zugewiesene katholische Filialkirche St. Peter und Paul, ein herrschaftlicher Meierhof mit Schäferei, ein Jägerhaus und ein Wirtshaus. Im Hohenbrucker Anteil mit 10 Häusern und einer Ziegelbrennerei lebten 58 Personen. Das evangelische Bethaus befand sich in Kloster. 1843 lebten in den 101 Häusern des Dorfes 636 Menschen.
Nach der Aufhebung der Patrimonialherrschaften bildete Jenkovice t. Jeníkovice ab 1849 mit dem Ortsteil Cihelna eine Gemeinde im Gerichtsbezirk Königgrätz. 1857 bestand die Gemeinde aus 102 Häusern mit 552 Einwohnern; 1861 lebten im Ort 693 Menschen. Während des Deutschen Krieges wurde das Dorf 1866 von preußischen Truppen besetzt. Ab 1868 gehörte die Gemeinde zum Bezirk Königgrätz. 1869 lebten in den 102 Häusern von Jenkovice und Cihelna 765 Menschen, davon 640 Katholiken und 125 Protestanten. Die Protestanten wurden 1870 von Kloster nach Hohenbruck umgepfarrt. 1880 bestand die Gemeinde aus 331 Häusern mit 839 Einwohnern, darunter 674 Katholiken, 164 Protestanten und ein Jude; darin inbegriffen war Cihelna mit 29 Häusern und 129 Einwohnern. 1890 bestand Jenikovice aus 146 Häusern, davon 36 in Cihelna, und hatte 918 Einwohner, davon 195 in Cihelna. Zehn Jahre später bestand die Gemeinde aus 144 Häusern mit 957 Einwohnern, davon entfielen 36 Häuser mit 210 Einwohnern auf Cihelna.
Auf Anordnung der Linguistischen Kommission in Prag wurde 1923 der Ortsname in Jeníkovice abgeändert. Cihelna verlor in den 1920er Jahren den Status eines Ortsteils. 1949 wurde Jeníkovice dem Okres Hradec Králové-okolí zugeordnet; dieser wurde im Zuge der Gebietsreform von 1960 aufgehoben, seitdem gehört die Gemeinde zum Okres Hradec Králové. Am 1. Juli 1985 wurde Jeníkovice nach Třebechovice eingemeindet, seit 1990 besteht die Gemeinde wieder. Seit 2004 führt die Gemeinde ein Wappen und Banner.

## Gemeindegliederung
Für die Gemeinde Jeníkovice sind keine Ortsteile ausgewiesen. Zu Jeníkovice gehört die Ortslage Cihelna.
Das Gemeindegebiet bildet den Katastralbezirk Jeníkovice u Hradce Králové.

## Sehenswürdigkeiten
- Filialkirche St. Peter und Paul, sie entstand 1741–1745 auf Veranlassung von Rudolph Joseph von Colloredo anstelle eines 1385 errichteten und dem hl. Nikolaus geweihten gotischen Vorgängerbaus. In der Wand des Kirchturms befindet sich die Grabtafel für Jan Šárovec von Šárov aus dem 16. Jahrhundert. Das Schiff wurde im Jahre 1900 wegen einer Gewölbeverwerfung abgebrochen und 1901 durch den Baumeister Reichl aus Königgrätz im Neorenaissancestil neu aufgebaut. Umgeben ist die Kirche vom katholischen Friedhof.
- Wohnhaus Nr. 46, Denkmal
- Bauernhöfe Nr. 51 u. 111, Denkmale
- Villa der Familie Ludvík
- Gedenkstein für die Gefallenen beider Weltkriege, enthüllt 1925, 1956 wurde er ergänzt
- Sandsteinkreuz vor der Kirche, geschaffen 1877
- Evangelischer Friedhof, am nordwestlichen Ortsrand